# نظام المقايضة

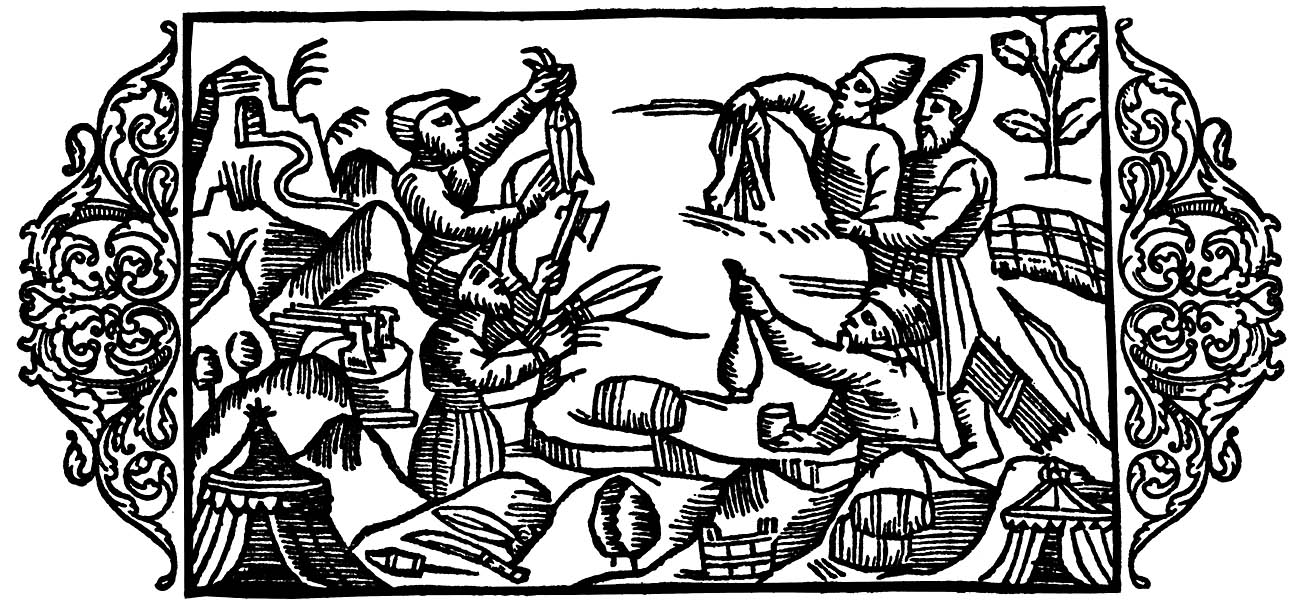
المقايضة في التجارة دون استخدام المال - لوحة ل اولوس ماجنوس 1555

المقايضة هو نظام الصرف الذي يتم عبره تبادل البضائع أو الخدمات مباشرة بسلع أو خدمات أخرى دون استخدام وسيلة تبادل مثل المال. وهي عادة ما تكون ثنائية ولكن قد تكون متعددة الأطراف (أي بوساطة من خلال المنظمات المقايضة) وعادة موجودة بالتوازي مع النظم النقدية في معظم البلدان المتقدمة على نطاق محدود جدا. المقايضة عادة ما تستبدل المال كوسيلة للتبادل في أوقات الأزمات النقدية، مثل عندما تكون العملة إما غير مستقرة (على سبيل المثال التضخم أو الانكماش) أو ببساطة غير متوفرة لإجراء التجارة.
ديفيد غرايبر يجادل بأن عدم كفاءة المقايضة في المجتمعات القديمة هي حجة تم استخدامها من قبل الاقتصاديين منذ آدم سميث لشرح ظهور المال والاقتصاد وبالتالي علم الاقتصاد نفسه. «اقتصاديون من العقيدة المعاصرة... يقترحون أن تنمية الاقتصادات تطورت بشكل أن البشر تخلوا عن المقايضة على أنها سمة» طبيعية «للإنسان في المرحلة الأكثر بدائية لصالح الصرف النقدي في أقرب وقت أصبح الناس على بينة من زيادة كفاءة الأخير». وعلى العكس من ذلك، اجريت تحقيقات موسعة من قبل علماء الأنثروبولوجيا مثل غرايبر منذ ذلك الحين وخلصت إلى أنه «لا وجود وصف، واضح وبسيط، لمثال تاريخي عن اقتصاد المقايضة عدا عن مسألة ظهور المال كجزء من تطور عملية المقايضة؛ كل ما هو متاح في الاثنوغرافيا يوحي بأنه لم يكن هناك شيء من هذا القبيل، ولكن هناك اقتصادات اليوم هذا يهيمن عليها نظام المقايضة». منذ 1830s ساعدت المقايضة المباشرة في اقتصادات السوق الغربية من قبل التبادلات والتي كثيرا ما تستخدم عملات بديلة على أساس نظريات قيمة العمل وتهدف إلى منع عمليات جني الأرباح من قبل وسطاء. ومن الأمثلة على ذلك الأوينيين الاشتراكيين ومتجر سينسيناتي للوقت ومؤخرا ساعات إيثاكا (مصرفية الوقت) ونظام التداول التجاري المحلي.
نظام المقايضة لم يكن ظهور النقود نتيجة لاختراع فرد واحد ولم يكن تداولها نتيجة لعقد اجتماعي بين الافراد، وانما كان وليد الحاجة إليها. والمقصود بنظام المقايضة انه نظام يقوم على مبادلة شيء بشيء اخر فمن يملك شيئا لا يحتاجه ويريد شيئا بحوزة شخص اخر يقايض هذا الشخص.
لم تظهر الحاجة للنقود في العصور البدائية، التي كان الإنسان يكتفي ذاتيا خلال تلك العصور، سواء على مستوى الفرد أو العائلة أو القبيلة. حيث كان كل فرد يبادل جزءا من إنتاجه مقابل السلع التي ينتجها الاخرون أي ان المبادلة كانت تتم عن طريق المقايضة دون وجود فاصل من أي نوع، أي دون تدخل النقودوسيطا في عملية التبادل.
إلا أن هذا النظام أصبح قاصرا عن مجاراة التطور الحضاري الذي ساد المجتمعات فالمقايضة ليست الصورة المثلى للتبادل واتمام المعاملات
الاقتصادية حيث زادت حاجات الإنسان وأصبح يتنقل من مكان إلى اخر واخذ يدرك تدريجيا مزايا الانفراد بعمل معين وتقسيم العمل وبرزت
بالتالي عيوب نظام المقايضة وهي:
- صعوبات ايجاد مقياس واحد للتبادل.
- عدم توافق رغبات البائع والمشتري في وقت واحد.
- صعوبة توفر وسيلة عامة صالحة لاختزان القيمة.
- صعوبة توفر وحدة مناسبة للدفع الاجل.
- صعوبة تجزأة بعض السلع.

و قبل ظهور النقود مر نظام المقايضة بمراحل عدة حيث اختارت بعض المجتمعات أنواعا من الماشية لتنسب إليها قيم باقي السلع الأخرى
و اختارت مجتمعات أخرى سلعا أخرى معتمدة في ذلك بعض الاعتبارات الدينية مثل القواقع والمحار، وكانت هذه السلع تمثل شيئا واسع
الانتشار ومقبولا من قبل المجتمع قبولا عاما.
ظلت المقايضة في هذا الوقت عملية واحدة ولكن قام المتعاملين بالتعبير عن قيمة ما يتبادلونه باستخدام ما أصبح يطلق عليه وحدة الحساب وتخلصت المقايضة من مشكلة صعوبة ايجاد مقياس واحد للتبادل، لجؤوا بعد ذلك إلى مبادلة السلعة بسلعة ثم مقايضة هذه بالسلعة التي يحتاجونها.

## المقايضة في الوقت الحالي
بالرغم من قدم هذا النظام، إلا أنه عاد للظهور في ثلاثينات القرن العشرين مع انهيار الاقتصاد العالمي حيث لجأ الناس للمقايضة للحصول على احتياجاتهم اليومية وأساسيات الحياة.
أما في الوقت الحالي ومع وجود الإنترنت، أصبح هناك انتشار للمقايضة من خلال أوجه مختلفة من المواقع والتطبيقات القائمة على تبادل السلع والخدمات. حيث يتميز النظام بالمرونة والسهولة ولكنه قد لايقدم ضمانات كافية لأحد الأطراف بجودة السلع والخدمات ووقت تسليمها.